# Zeno Coste
Zeno Coste (n. 30 mai 1907, Ciacova, județul Timiș, Banat, apoi o parte din Ungaria, acum România – 21 august 1985) a fost un cântăreț român de tenor.
Zeno Coste era fiul cel mare al fostului prefect al județului Timiș-Torontal, Dr. Iuliu Coste.
În tinerețe a fost un atlet talentat: din 1927 până în 1930 a deținut recordul românesc pentru aruncarea cu două mâini. De asemenea, a avut succes în sport în timpul studiilor sale la Universitatea Tehnică din Berlin și a câștigat trei campionate universitare la lovitură. În 1930 a interpretat un cântăreț în primul film sonor românesc, Ciuleandra.
După pregătirea ca tenor liric la Berlin și Milano, a lucrat ca cântăreț la Berlin la începutul anilor 1930 și în decembrie 1930 a înregistrat câteva discuri în limba română cu Columbia Dance Orchestra. 
De asemenea, a fost membru al ansamblului vocal „Die Parker”, care a apărut pe mai multe discuri alături de orchestrele lui Bernard Etté, Billy Bartholomew, Ilja Livschakoff și Georg Nettelmann. Grupul au fost implicați în două filme: „Die Spanische Fliege” din 1931 cu Lizzi Waldmüller, iar în 1932 în "Melodie der Liebe" cu Richard Tauber.
Din 1932 până în 1935, Zeno Coste a fost primul tenor al grupul "Kardosch-Saenger". După ce grupul s-a despărțit, a lucrat la Theater des Volkes din Berlin din decembrie 1935 până în februarie 1936. În același an, a fost contractat din august până în octombrie cu Meistersextett, unul dintre cele două grupuri succesoare ale Comedian Harmonists. Printre altele, el a fost implicat în înregistrarea „Ich wollt' ich wär ein Huhn”.  De asemenea, a fost angajat pentru înregistrări vocale ale maestrului sextet pentru filmul "Und du mein Schatz fährst mit" în septembrie 1936.
În 1937 a lucrat la filmul "La Habanera" - i-a împrumutat actorului Geza von Földessy vocea și a cântat piesa „Der Wind hat mir ein Lied erzählt”. În același an a înregistrat două discuri cu Erhard Bauschke și orchestra sa. În 1938 a trebuit să se întoarcă în România și a luat inițial o funcție de inginer la București.
În 1942 și 1944 a cântat rolul lui Rodolfo în „La Bohéme” sub Antonin Ciolan și cel al lui Alfred Germont în „La Traviata” la Opera Națională Română din Iași. Ella Urma a cântat rolul Violetei.
.După război, a lucrat mai întâi la București, apoi la Timișoara ca inginer și a fost angajat ca solist al Corului Filarmonicii și al Corului Catedralei. A murit la 21 august 1985.

## Viața privată
Părinții lui Zeno Coste erau avocatul Iuliu Coste și soția sa Zoe. Iuliu Coste a fost prefectul districtului Timis-Torontal de două ori în anii 1920. Zeno avea două surori și un frate, Brutus Coste, un cunoscut emigrant român și oponent al regimului.
La 11 noiembrie 1935, s-a căsătorit cu Helene Anna Kryszewska la Berlin-Wilmersdorf.
Fostul național român de volei Mihai Coste este fiul său.

## Discografie

#### Ca solist
Berlin, 11 decembrie 1930
Columbia Tanzorchester cântând Zeno Coste (in limba romana):
WHR 116 Oh Fräulein Grete  (Dulce Minciună)   DV - 426
WHR 117 Du hast ja eine Träne im Knopfloch (Dece oare ește întristată)   DV - 427
WHR 118 Liebe für eine Nacht (Chiar Daca ai sa pleci)   DV - 425
WHR 119 Eine Freundin so goldig wie du (O amică ași vrea cum ești tu)   DV - 426
WHR 120 Pardon Madame!    DV - 421
WHR 121 Good Night   DV - 421
WHR 122 Liebling, mein Herz lässt dich grüßen (Dragă, primește-mi iubirea)   DV - 422
Berlin, 12 decembrie 1930
Columbia Tanzorchester cântând Zeno Coste  (in limba romana):
WHR 123 So war es in Sanssouci (Așa a fost pe Vrenii)   DV - 422
WHR 124 Das Lied ist aus (Frag’ nicht warum!) (Nu mă întreba)   DV - 423
WHR 125 Manuela   DV - 423 
WHR 126 Mie Cielito   DV - 425
WHR 127 Warum hast du so traurige Augen? (Pentru cu ești așa tristă oare) - DV 424
WHR 128 Pourquoi (De ce) - DV 424
WHR 129 Mama … yo quiero un novio - DV 427, DV 430
Berlin, 16 decembrie 1930
Columbia Tanzorchester cântând Zeno Coste (in limba romana):
WHR 117-2 Du hast ja eine Träne im Knopfloch - DV 427
Berlin, 2 sau 3 martie 1937
Erhard Bauschke und sein Orchester, cântând Zeno Costa:
7002 ½ GR 8 - Zwischen grünen Bergen steht ein kleines Haus (Leave Me With A Love Song) - Grammophon 2570a, 2631b, 2586b
7003 ½ GR 8 - Wenn die Glocken läuten - Grammophon 2570b

7005 ½ GR 8 - Ein Edelweiß hast Du zum Abschied mir gegeben - Grammophon10604a
7004 ½ GR 8 - Barbara Grammophon -  10604b

#### Cu grupul „Die Parker”
August 1931
Billy Bartholomew și orchestra sa - cântând "Die Parker"
C 1528 - Im Salzkammergut, da kann man gut lustig sein - Kristall 3208
C 1529 - Das ist die Liebe der Matrosen - Kristall 3209

Ilja Livschakoff și orchestra sa -cântând "Die Parker"
4163 BD - Horch! Horch! (1. Teil) - Grammophon 24208
4164 1/2 BD - Horch! Horch! (2. Teil) - Grammophon 24208
4173 1/2 BD - Das ist die Liebe der Matrosen - Grammophon 24210

Septembrie 1931
Bernhard Etté și orchestra sa - cântând "Die Parker"
C 1566 - Rosa, reizende Rosa - Kristall 3219
C 1567 - Schön ist das Leben - Kristall 3218
Kurt Hardt și "Die Parker" cu acompaniament de orchestră
C 1601-1 - Es rauscht der Wald (1. Teil) - Kristall 6069
C 1602 - Es rauscht der Wald (2. Teil) - Kristall 6069

Bernhard Etté și orchestra sa - cântând "Die Parker"
C 1625-1 - Für alle (1. Teil) - Kristall 3235
C 1626 - Für alle (2. Teil) - Kristall 3235

Kristall-Orchester - cântând "Die Parker"
C 1634 - Wir walzen (1. Teil) - Kristall 1633
C 1635 - Wir walzen (2. Teil) - Kristall 1633

Octombrie 1931
George Nettelmann și orchestra sa - cântând Kurt Mühlhardt și "Die Parker"
C 1647 - Morgen geht's uns gut - Kristall 3239
C 1649 - Potpourri aus dem Tonfilm "Bomben auf Monte Carlo" - Kristall 3240

Sfârșitul anului 1931
Ilja-Livschakoff și orchestra sa - cântând Leo Monosson und "Die Parker"
4136 BR - Für alle (1. Teil) - Grammophon 24354
4137 BR - Für alle (2. Teil) - Grammophon 24354

Berlin, 5 noiembrie 1931
Lizzi Waldmüller, "Die Parker" și Jean Gilbert și orchestra sa
OD 643-1 Sag mir mal Schnucki auf spanisch - Electrola EG 2452

Mai sau iunie 1932
Kristall-Orchester și "Die Parker"
C 2181 - Rheinischer Sang (1. Teil) - Kristall 7203
C 2182 - Rheinischer Sang (2. Teil) - Kristall 7203

#### Cu grupul "Kardosch-Saenger"
Discografie completă

#### Cu grupul "Meistersextett"
August-septembrie 1936
ORA 1418 In Mexico - Electrola EG 3723, Electrola EG 3745, HMV AM 4744, HMV EG 3723, HMV EG 3745
ORA 1419 Ich woll' ich wär ein Huhn - Electrola EG 3723, Electrola EG 3743, HVM AM 4744, HMV EG 3723
ORA 1471 Ja, der Ozean ist groß - Electrola EG 3743
ORA 1472 Schreit alle Hurra! - Electrola EG 3745, HMV EG 3745
9 Octobrie 1936:
ORA 1504 – Der Piccolino – Electrola EG 3763
ORA 1505 – Hand in Hand – Electrola EG 3763

#### Relansează
Die goldene Ära deutscher Tanzorchester: Erhard Bauschke und sein Tanzorchester, Vol. 1, CD, 2019, track 11: "Zwischen grünen Bergen steht ein kleines Haus"
Erhard Bauschke & Sein Orchester, CD, 2005, track 12: "Zwischen grünen Bergen steht ein kleines Haus"

cu grupul "Die Parker":
Die Schlager Des Jahres 1931, 2 × CD, Compilation, Remastered, Musictales – 2087059, 2014 ("Schön ist das Leben")
Singende Filmsterne Und Ihre Schönsten Tonfilmmelodien, 2 × Vinyl, LP, Compilation, Odeon – 1C 134-46 085/86 M, EMI Electrola – 1C 134-46 085/86 M ("Sag mir mal Schnucki auf Spanisch" cu Lizzie Waldmüller)

cu "Kardosch-Saenger":
Wir flüstern –Gesangsgruppen 1927 bis 1937 (CD, 2009), Track 16: Die Sonja vom Ural
Rivalen Der Comedian Harmonists. Warum, Weshalb, Wieso? (CD, 2014) :
- Dir möcht' ich mich gerne anvertrauen (mit Miss Louise Gordan)
- Warum, weshalb, wieso?
- Wissen Sie schon?
- Guten Abend, schöne Frau
- Käti!
- In Turkestan
- Wenn der Bobby und die Lisa

Im Rhythmus Der Freude - Folge 2 "Du Sollst Mein Glücksstern Sein" (LP, 1986), "Sensation am Broadway"
Die Schönsten Deutschen Tonfilm Schlager Von 1929 Bis 1956. Volume 13 - 16 (4-CD Box-Set, 2002),  CD 3 track 19 "Käti!"
Schlagerperlen Aus Der Schellack-Zeit (5 CD Box-Set, 1997),  CD 1 track 6 "Du, Du, Dudl, Du, Du"
Die Schlager des Jahres 1933 (2 CDs 2012),CD 2 track 12 "Warum, Weshalb, Wieso"
Die Schlager Des Jahres 1935 (2 CDs, 2014), CD 1 track 23 "Sensation Am Broadway"
Als Der Schlager Laufen Lernte (10 CD Box-Set, 2014), CD 4 track 7 "Warum, Weshalb, Wieso"
Die Schlagerparade der 30er Jahre (2 Cds, 2015), CD 1 track 23 "Sensation Am Broadway"
Deutsche Schlager (10 CD Box-Set, 2005), CD 3 track 17 "Warum, Weshalb, Wieso", CD 4 track 4 "Wenn Der Bobby Und Die Lisa"

cu Meistersextett:
Das Meistersextett Früher Comedian Harmonists (4 CD Box-Set, 2003)

## Filmografie[18]
- Ciuleandra
- Melodie der Liebe
- Die Spanische Fliege
- Ja, treu ist die Soldatenliebe
- Grün ist die Heide
- Moderne Mitgift
- Tausend für eine Nacht
- Wovon soll der Schornstein rauchen
- Roman einer Nacht
- Glückliche Reise
- Und du mein Schatz fährst mit
- La Habanera

#### Audio
- "Zwischen grünen Bergen steht ein kleines Haus" Zeno Coste cu orchestra Erhard Bauschke, 1937
- "Barbara"[nefuncțională – arhivă]
 Zeno Coste cu orchestra Erhard Bauschke, 1937
- "Wenn die Glocken läuten"  Zeno Coste cu orchestra Erhard Bauschke, 1937
- "Rosa, reizende Rosa" Orchestra Bernard Etté, Die Parker
- "Sag mir mal Schnucki auf Spanisch" Lizzi Waldmüller, "Die Parker" și Jean Gilbert și orchestra sa
- "Morgen muss ich fort von hier" Die Kardosch-Saenger
- "In Mexiko", Das Meistersextett

## Literatură
Stefana Ciortea-Neamțiu: "Eine Vokalgruppe in den Dreißigern: 'Die Kardosch-Sänger'. Und ein Temeswarer dabei: Zeno Coste – Ingenieur und Tenor" in: Banater Zeitung Temeswar, 30 martie 2022, p. 3
Wunsch, Martina: Herr Kardosch und seine Sänger. Fünf Musikerschicksale im Schatten der NS-Zeit. Books on demand, Norderstedt, 26 octombrie 2022
Josef Westner, Martina Wunsch: "Wer hat Angst vor dem bösen Wolf? Die Kardosch-Sänger" (Teil 1). in: Fox auf 78, Numărul 33, Noiembrie 2022.
Metz, Franz: Josef Brandeisz und das Temeswarer Musikleben: Zur Musikgeschichte eines europäischen Musikzentrums, Edition Musik Südost, 2016.
Czada, Peter, Große, Günter: Comedian Harmonists. Ein Vokalensemble erobert die Welt, Edition Hentrich, 1993.
Friedman, Douglas E.: The Comedian Harmonists: The Last Great Jewish Performers in Nazi Germany, Booklocker.com, 2010.